# مراقبت تسکینی
مراقبت تسکینی (به انگلیسی: Palliative Care) بنا به تعریف سازمان بهداشت جهانی دربرگیرنده همه اقدامات فعال و کامل برای کاستن از رنج و درد و بهبود کیفیت زندگی در بیمار است. در حالت عمده این روش مختص به بیماران مبتلا به یک بیماری خاص است که به درمان پاسخ نمی‌دهند و نتیجه مستقیم بیماری، مرگ است و تنها به آرام نمودن بیمار و کم کردن نشانه‌های بیماری در وی برمی‌گردد. در کنار نام مراقبت پالیاتیو می‌توان به داروهای تسکینی اشاره کرد که دربرگیرنده تجویز دارو برای ازبین بردن درد یا کاهش یک سمپتوم می‌شود برای مثال به دارودرمانی در رفع تهوع پس از شیمی‌درمانی یا حتی کاستن سمپتوم‌ها در آنفلوانزا اشاره نمود.

## اهداف
هدف عمده در مراقبت تسکینی، دادن معنا و مفهوم زندگی و شأن و منزلت به زندگی بیمار تا پایان آن، در اولین قدم تسکین خود درد، کمک و حمایت بیمار ولی نه فقط در زمینه پزشکی، فهماندن این نکته به بیمار که همیشه مهم بوده و مهم خواهد بود تا پایان زندگی. این روش درمانی نه تنها به مراقبت‌های پزشکی ساده به جای اتاق‌های سی‌سی‌یو نیاز دارد، بلکه می‌تواند یک مسیر آرامش و صلح‌آمیز در طول زندگی بیمار و خانواده بیمار فراهم می‌کند. به‌این‌دلیل با نظر متفق کارشناسان بین‌المللی، روش مراقبت تسکینی بهترین پاسخ انسانی به بیماری‌های بدون درمان و سخت مانند برخی سرطان‌ها و نیز پاسخی به طرفداران اتانازی یا کشتن از سر ترحم است. اهداف مراقبت‌های تسکینی به شرح زیر:
- بهبود مداخله برای درد و نشانه‌ها
- رضایت بیمار و خانواده، رضایت شغلی پرستاران
- کاستن از اشغال تخت‌های بخش مراقبت ویژه
- کاهش مدت‌زمان بستری و نیز کاهش در هزینه‌های دارویی
- تخصصی شدن مراقبت‌ها